# Nokia 2323 classic
Il Nokia 2323 classic è un telefono cellulare prodotto dall'azienda finlandese Nokia e messo in commercio a partire da novembre 2008 (in Italia è disponibile a partire dal primo trimestre 2009).

## Caratteristiche
- Dimensioni: 107 x 46 x 13,8 mm
- Massa: 76 g
- Risoluzione display: 128 x 160 pixel a 65 000 colori
- Durata batteria in stanby: 528 ore (22 giorni)
- Durata batteria in conversazione: 4 ore e 50 minuti
- Bluetooth e USB